# Верхний мел
| система | отдел    | ярус          | Ниж. граница, млн лет |
| --- | -------- | ------------- | --------------------- |
| Палеоген | Палеоцен | Датский       | 66,0                  |
| Мел | Верхний  | Маастрихтский | 72,2 ±0,2             |
| Мел | Верхний  | Кампанский    | 83,6 ±0,2             |
| Мел | Верхний  | Сантонский    | 85,7 ±0,2             |
| Мел | Верхний  | Коньякский    | 89,8 ±0,3             |
| Мел | Верхний  | Туронский     | 93,9 ±0,2             |
| Мел | Верхний  | Сеноманский   | 100,5 ±0,1            |
| Мел | Нижний   | Альбский      | 113,2 ±0,3            |
| Мел | Нижний   | Аптский       | 121,4 ±0,6            |
| Мел | Нижний   | Барремский    | 125,77*               |
| Мел | Нижний   | Готеривский   | 132,6 ±0,6            |
| Мел | Нижний   | Валанжинский  | 137,05 ±0,2           |
| Мел | Нижний   | Берриасский   | 143,1 ±0,6            |
| Юра | Верхняя  | Титонский     | больше                |
| Деление и золотые гвозди в соответствии с IUGS по состоянию на декабрь 2024 года *Золотой гвоздь отмечен в шкале, но в действительности ещё не ратифицирован. |          |               |                       |

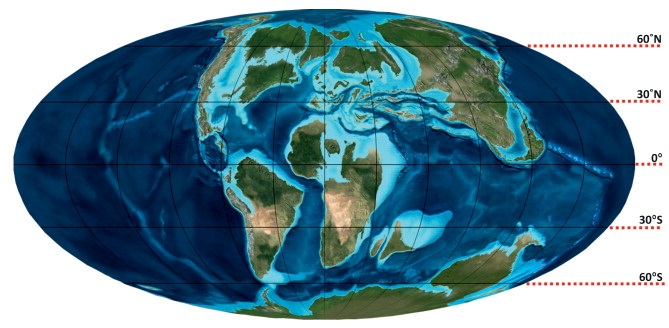
Карта позднего мела

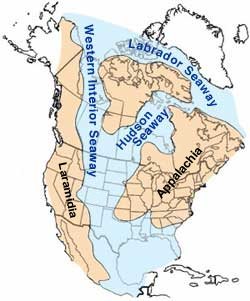
Северная Америка в начале позднего мелового периода; центр будущего континента занимают Западное и Гудзоново внутренние моря. По краям находятся острова Аппалачия и Ларамидия

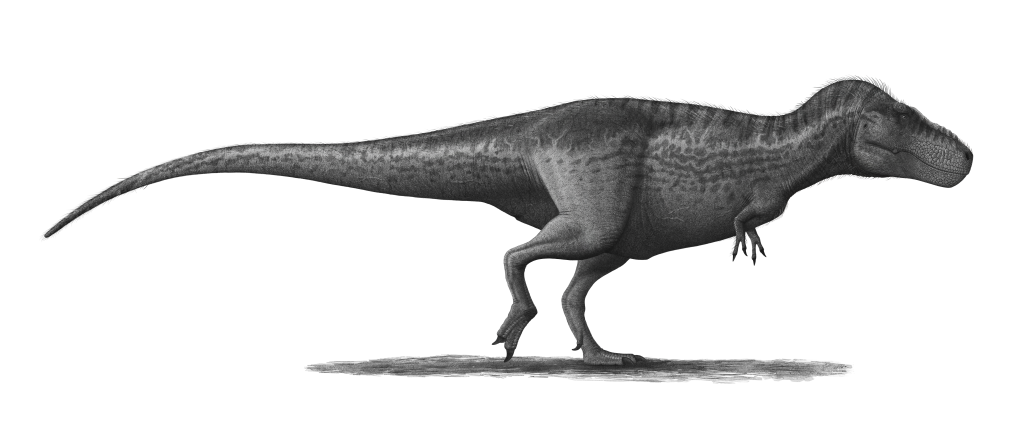
Тираннозавры, появившиеся в конце мелового периода 70 млн л. н.

Верхний мел — второй отдел меловой системы, т.е. отложения, сформированные в течение позднемеловой эпохи. 
Нижнюю границу верхнего мела датируют 100,5 миллиона лет назад, верхнюю — 66,0 миллиона лет назад. Поздний мел продолжался, таким образом, 34,5 млн лет.
Верхний мел делят на 6 ярусов: сеноманский, туронский, коньякский, сантонский, кампанский и маастрихтский.
Климат в течение позднего мела был теплее нынешнего, хотя на протяжении всей эпохи продолжалось похолодание.
В эту эпоху появилось множество новых видов динозавров, например, гадрозавры, анкилозавры, рогатые динозавры, титанозавры и абелизавры. Птицы стали более широко распространёнными и разнообразными, заменяя птерозавров. Появляются современные акулы, гигантские плиозавры и огромные длинношеие эласмозавры. Эти хищники ели костных рыб, которые, в свою очередь, эволюционировали в современные формы.
Ближе к концу мелового периода распространились цветковые растения, появились опоссумы и примитивные плацентарные млекопитающие.
В самом конце мела произошло массовое вымирание растений и животных — мел-палеогеновое вымирание. Исчезли все динозавры, птерозавры, водные рептилии, многие голосеменные растения. Вымерли аммониты, многие брахиоподы, практически все белемниты. Причины данной катастрофы до конца не выяснены до сих пор.